# Le Docteur (film, 1991)
Pour les articles homonymes, voir Le Docteur et Docteur.
Pour plus de détails, voir Fiche technique et Distribution.
Le Docteur (The Doctor) est un film américain réalisé par Randa Haines, sorti en 1991.

## Synopsis
Le docteur Jack MacKee, chirurgien d'un grand hôpital, a pour credo de ne jamais s'impliquer dans la vie personnelle de ses malades. Mais un jour, atteint d'une tumeur, il se retrouve de l'autre côté de la barrière et découvre le bonheur de survivre aux côtés d'une jeune femme cancéreuse, June Ellis.

## Fiche technique
- Titre : Le Docteur
- Titre original : The Doctor
- Réalisatrice : Randa Haines
- Scénario : Robert Caswell, d'après le livre A Taste of my Own Medicine: When the Doctor is the Patient du docteur Ed Rosenbaum
- Musique : Michael Convertino
- Directeur de la photographie : John Seale
- Directeur artistique : William J. Durrell Jr.
- Décorateur de plateau : Gary Fettis
- Costumes : Joe I. Tomkins
- Montage : Lisa Fruchtman et Bruce Green
- Producteurs : Laura Ziskin et Michael S. Glick
- Compagnies de production : Silver Screen Partners, Touchstone Pictures
- Distributeur : Buena Vista Pictures
- Genre : Mélodrame - Couleur (Technicolor) - 122 min
- Dates de sortie :
  - États-Unis : 24 juillet 1991
  - France : 4 mars 1992

## Distribution
- William Hurt (VF : Richard Darbois) : Docteur Jack MacKee
- Christine Lahti (VF : Frédérique Tirmont) : Anne MacKee
- Elizabeth Perkins (VF : Brigitte Berges) : June Ellis
- Mandy Patinkin (VF : Michel Papineschi) : Docteur Murray Kaplan
- Adam Arkin (VF : Mario Santini) : Docteur Eli Bloomfield
- Charlie Korsmo : Nicky MacKee
- Wendy Crewson : Docteur Leslie Abbott
- Bill Macy (VF : Jean-Pierre Delage)	: Docteur Al Cade
- J. E. Freeman (VF : Claude Joseph) : Ralph
- William Marquez : M. Maris
- Kyle Secor (VF : Georges Caudron) : Alan
- Docteur Ed Rosenbaum : lui-même
- Zakes Mokae (non crédité) (VF : Michel Modo) : Docteur Charles Reed